# Sans Pareil de Peasgood

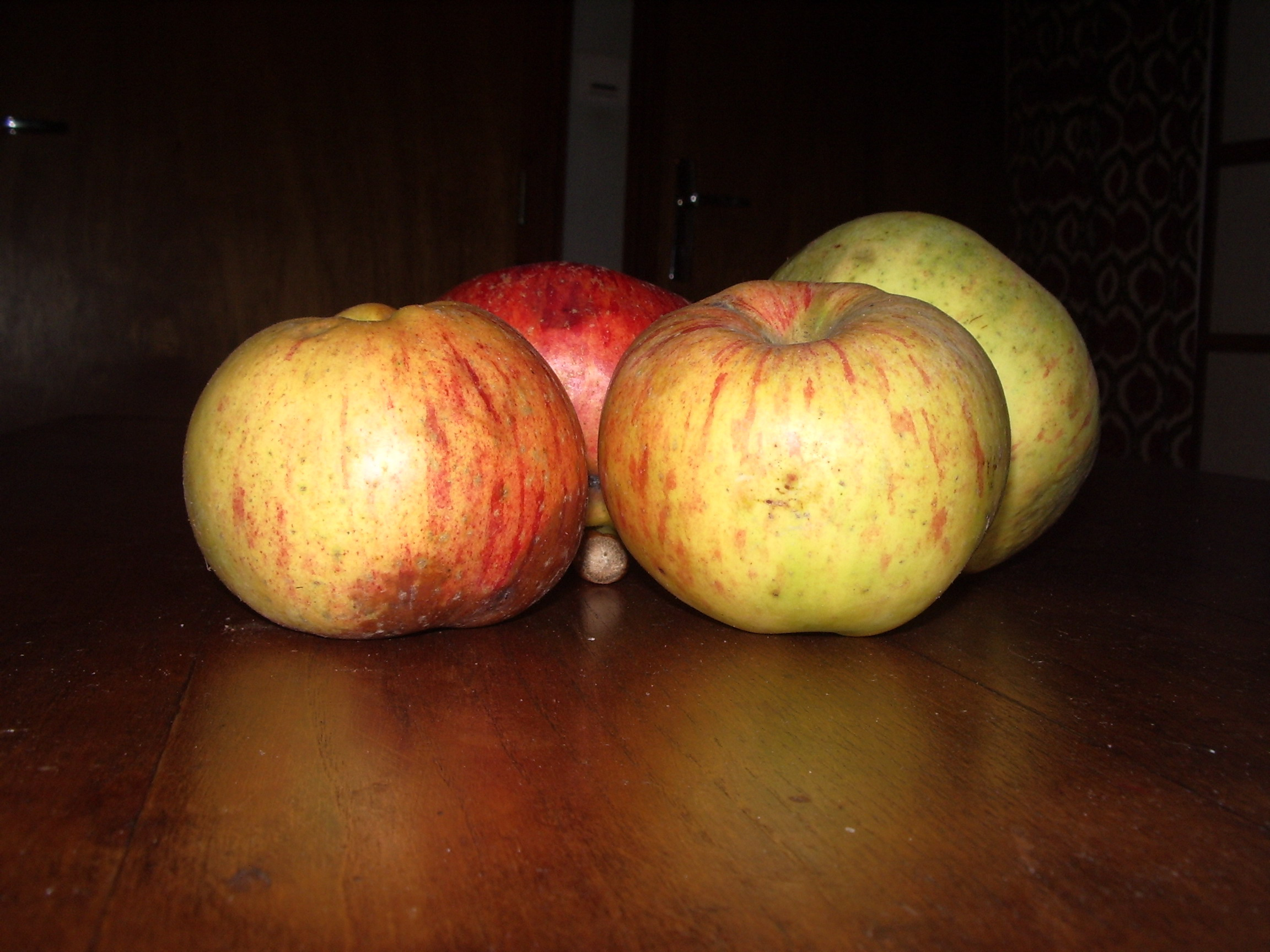
Sans pareil de Peasgood, à maturité complète.

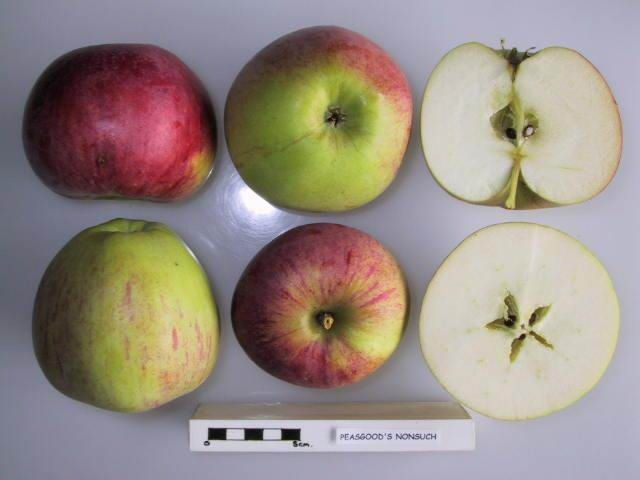
Élevée outre-Manche.

Peasgood Nonsuch est le nom d'un cultivar de pommier domestique.
La pomme « Sans Pareil de Peasgood » encore appelée « Peasgood's non such » est une des plus grosses pommes. Elle est proche de la « Crimson peasgood » qui est un de ses hybrides (mutants).

## Synonymes
- Peasgood's Nonsuch[2].
- Sans Pareille Peasgood.

Attention, il existe une pomme appelée "Non Pareil(lle)" qui est différente d'aspect.

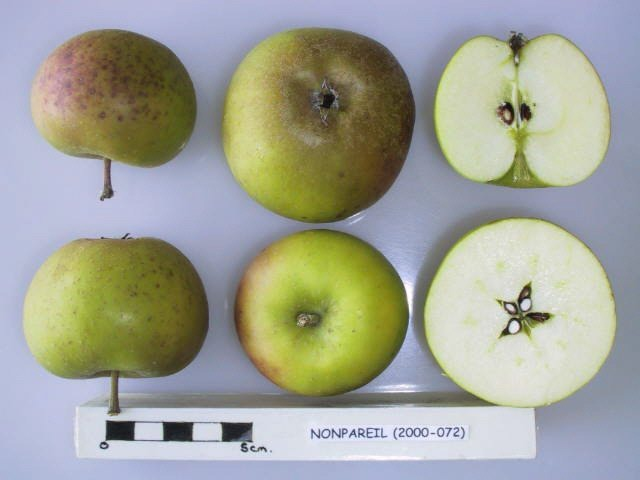
La Non Pareil est "différente" !

## Histoire
Emma Peasgood (née Manby) de Grantham, Lincolnshire (Angleterre), sema quelques pépins d'origine inconnue vers 1860. L'un d'eux donna un pommier aux fruits énormes. En 1872, elle présente sa variété à la Royal Horticultural Society de Londres et obtient une récompense. Elle est mise au commerce en 1874 par W. et J. Brown.

## Parenté
Descendants:
- Charles Ross
- Crimson Peasgood

## Description

### Arbre
Les rameaux sont érigés, forts, droits, à peine coudés aux consoles. Leur écorce est vert olive à l'ombre, rouge bronzé au soleil. Les entre-nœuds de longueur irrégulière portent des lenticelles arrondies, blanchâtres, assez clairsemées.
Grandes, vertes, brillantes au-dessus, les feuilles sont elliptiques, arrondies.
Les yeux, très apprimés, sont triangulaires et aigus.

### Fruit
Les très gros fruits qui pèsent pour certains de 600 à 800 g sont à maturité vert-jaune, striés de rouge.
La chair est blanche, sucrée, juteuse et parfumée. Cueillies trop mûres, ces pommes deviennent farineuses.
Réputées être mûres en septembre en région parisienne, elles le sont en août dans le sud-ouest et même fin juillet durant les étés 2005 ou 2006 qui suivaient des printemps précoces.

## Culture
La floraison est mi-tardive et la fertilité très bonne.
La grosseur des fruits ne permet la culture en haute tige qu'en position très abritée.

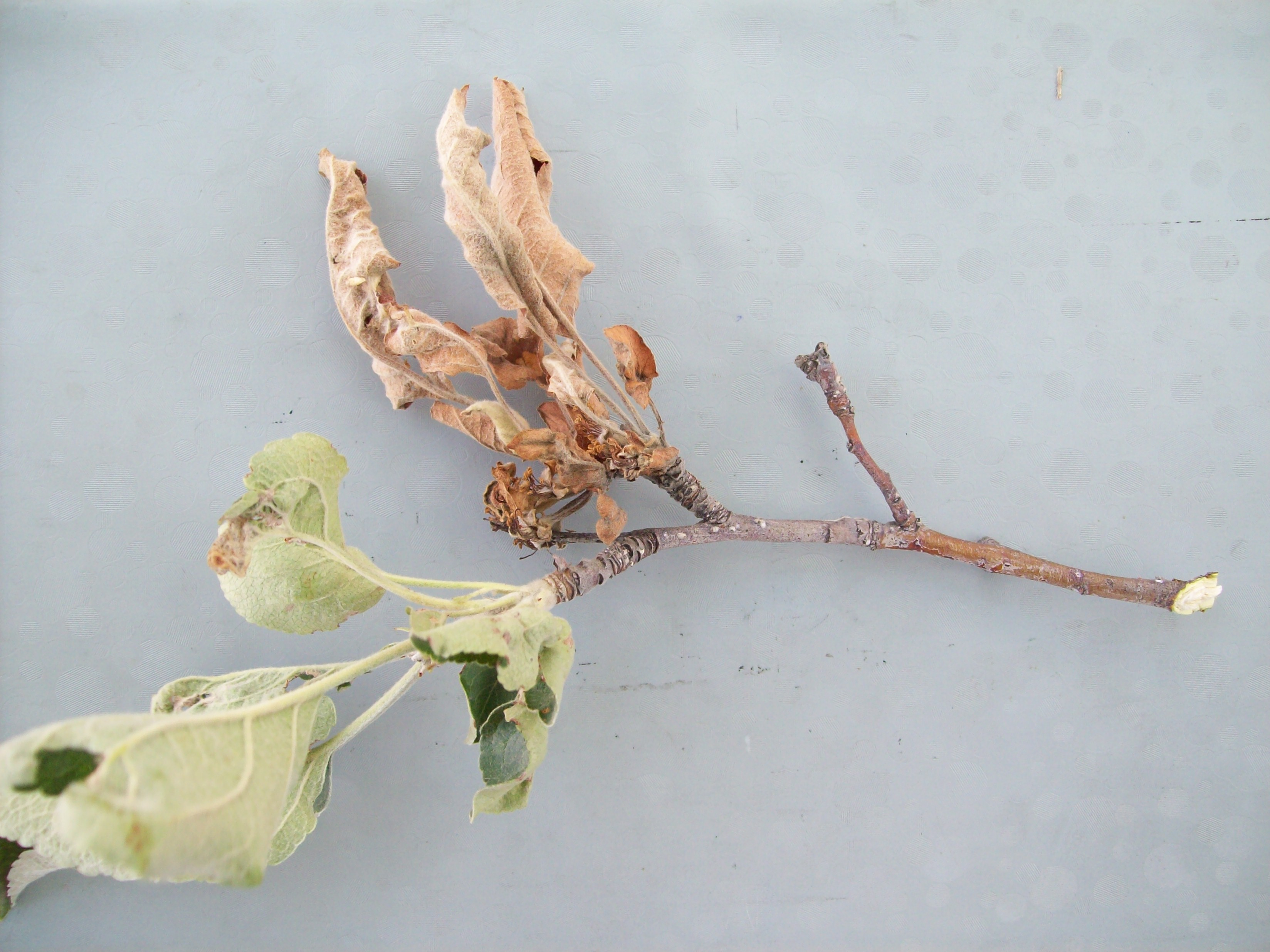
Moniliose sur la végétation.

Il est préférable de mener le pommier Sans Pareil de Peasgood en forme palissée ou encore mieux en cordon bas. La taille devra privilégier les boutons à fleurs proches des branches charpentières, celles-ci étant les seules capables de supporter le poids des fruits.
Les pommes doivent être entre-cueillies durant près de trois semaines. Elles se gardent plus de deux mois et cuisent très rapidement.
Sans Pareil de Peasgood est réputée sensible à la moniliose, fruits couverts de réseaux filamenteux concentriques et rameaux desséchés caractérisent les attaques du champignon.
Elle est pollinisée par Api, Api noir, Cox's Orange Pippin, Discovery, Golden Delicious, Grenadier, James Grieve, Kandil Sinap